# رامز تحت الصفر
رامز تحت الصفر برنامج مقالب من إعداد وتقديم رامز جلال عُرِض في موسم رمضان 1439 هـ / 2018م بشكل يومي على قنوات إم بي سي وإم بي سي مصر. البرنامج من إخراج محمد نصير وإنتاج وليد الإبراهيم رئيس مجموعة إم بي سي. وقد تم تصوير مقالب البرنامج في روسيا.

## خلفية
رامز جلال الممثل المصري الذي قدم 7 برامج مقالب للتلفزيون في السبع السنوات الماضية في شهر رمضان، أولها كان عام 2011 عندما قام ببطولة رامز قلب الاسد، ثم توالى في تقديم البرامج المسماة على اسمه الشخصي حيث قدم رامز ثعلب الصحراء في عام 2012 الذي كان في صحراء مصر والذي تعرض لانتقادات شديدة، ورامز عنخ آمون في عام 2013، ورامز قرش البحر في عام 2014 ورامز واكل الجو عام 2015، ورامز بيلعب بالنار عام 2016. ورامز تحت الأرض سنة 2017، ليعود في رمضان 2018 ببرنامج رامز تحت الصفر.

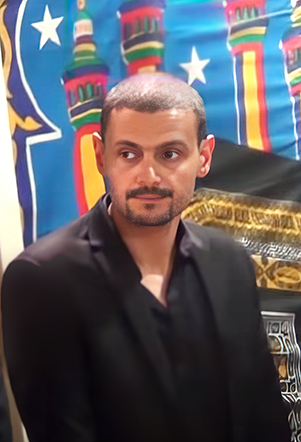
رامز جلال مُعد ومُقدم البرنامج

## فكرة المقلب
تدور أحداث البرنامج في روسيا، وتكونت الفكرة بعد وصول المنتخب المصري إلى كأس العالم 2018، حيث يتم دعوة ضيف الحلقة إلى روسيا للمشاركة في برنامج وهمي يدعى: مصر في المونديال ولزيارة أحد الملاعب الذي ستجرى فيه مباريات كأس العالم 2018، وتتم الدعوة من قبل مجدي عبد الغني اللاعب السابق في المنتخب المصري الذي يكون في استقبال الضيف، ويجري معهم لقاء على فقرتين، الفقرة الأولى يكون فيها الضيف وحده ثم يدخل في الفقرة الثانية رامز متنكراً بشخصية هيكتور كوبر (مدرب المنتخب المصري لكرة القدم)، لكن عندما يكون الضيف على علاقة بالمدرب هيكتور كوبر عندها يتنكر رامز جلال بشخصية امرأة مدعيا أنها إيزابيلا كوبر (شخصية وهمية) الأخت التوأم لهيكتور، وعند انتهاء اللقاء يركب الضيف مع رامز جلال في مركبة تسير على الجليد ويكمل الرحلة باتجاه ملعب لوجنيكي أحد الملاعب الذي ستجري فيه مباريات كأس العالم 2018، وفي إحدى المناطق النائية تتعطل المركبة، ليظهر بعدها نمر ودب قطبي، وبمساعدة مدربين محترفين يتم إيهام الضيف بأن الحيوان يهاجم مدربه، وعند وصول الأحداث إلى قمة التشويق والإثارة كما هي عادة رامز جلال يقوم بإطلاق الصافرة معلنا انتهاء المقلب ويكشف عن شخصيته الحقيقة بعد نزع القناع عن وجهه.

## ضيوف البرنامج
| رقم الحلقة | ضيف الحلقة               | البلد   | المهنة             |
| ---------- | ------------------------ | ------- | ------------------ |
| 1          | ياسمين صبري              | مصر     | ممثلة              |
| 2          | ريم مصطفى                | مصر     | ممثلة              |
| 3          | محمد عبد الرحمن          | مصر     | ممثل               |
| 4          | سعد سمير محمود تريزيجيه  | مصر     | لاعبا كرة قدم      |
| 5          | هنا الزاهد               | مصر     | ممثلة              |
| 6          | عبد الناصر زيدان         | مصر     | إعلامي             |
| 7          | نور                      | لبنان   | ممثلة              |
| 8          | حسام البدري              | مصر     | لاعب كرة قدم ومدرب |
| 9          | شيرين عبد الوهاب         | مصر     | مغنية              |
| 10         | كمال أبو رية             | مصر     | ممثل               |
| 11         | رانيا فريد شوقي          | مصر     | ممثلة              |
| 12         | شيكابالا                 | مصر     | لاعب كرة قدم       |
| 13         | ريهام عبد الغفور         | مصر     | ممثلة              |
| 14         | أحمد عيد                 | مصر     | ممثل               |
| 15         | محمد أسامة               | مصر     | ممثل               |
| 16         | غادة عبد الرازق          | مصر     | ممثلة              |
| 17         | هنادي الكندري            | الكويت  | ممثلة              |
| 18         | سامح حسين                | مصر     | ممثل               |
| 19         | عبد الله السعيد          | مصر     | لاعب كرة قدم       |
| 20         | خالد سليم                | مصر     | مطرب وممثل         |
| 21         | هنا شيحة                 | مصر     | ممثلة              |
| 22         | شريف إكرامي أحمد الشناوي | مصر     | لاعبا كرة قدم      |
| 23         | ديانا حداد               | لبنان   | مطربة              |
| 24         | صافيناز                  | أرمينيا | راقصة              |
| 25         | وليد أزارو               | المغرب  | لاعب كرة قدم       |
| 26         | كريم فهمي                | مصر     | ممثل               |
| 27         | محمد ثروت                | مصر     | ممثل               |
| 28         | أحمد آدم                 | مصر     | ممثل               |
| 29         | طارق العلي               | الكويت  | ممثل               |
| 30         | إيكاترينا أندريفا        | روسيا   | راقصة              |

## الإنتاج

### الشخصيات
بعد مساعدة نيشان لرامز في برنامجه الرمضاني لعام 2017 رامز تحت الأرض، صدرت عدة إشاعات لبرنامج رامز تحت الصفر، فمنهم من اعتقد أن عمرو أديب سيساعد رامز وسيقوم باستضافة النجوم وذلك بسبب تصريح ورد له على التلفاز قال فيه أن رامز استعان به وطلب منه مئة ألف دولار، ووردت إشاعات بأنه سيستعين بالمذيعة اللبنانية رزان مغربي وذلك لأنها نشرت رزان صورة لها عبر حسابها في «انستغرام»، وهي ترتدي الزِي الشعبي الروسي، معلقة «من روسيا مع حبي ابقوا مستعدين مفاجأة كبيرة قريبا». وفي شهر أيار / مايو كشف مجدي عبد الغني عضو مجلس إدارة اتحاد الكرة دوره في البرنامج وكشف أن رامز جلال سيظهر بشخصية المدرب الأرجنتيني لمنتخب مصر هيكتور كوبر وذلك بعد أن وافق هيكتور على ظهور رامز جلال بشخصيته.
استعان رامز بمدرب نمر للتمثيل بأن النمر يهاجمهم وبدلا من ذلك يهاجم المدرب (وهو أحد أفراد الطاقم)، وبعدها يهاجمهم دب روسي مدرب.

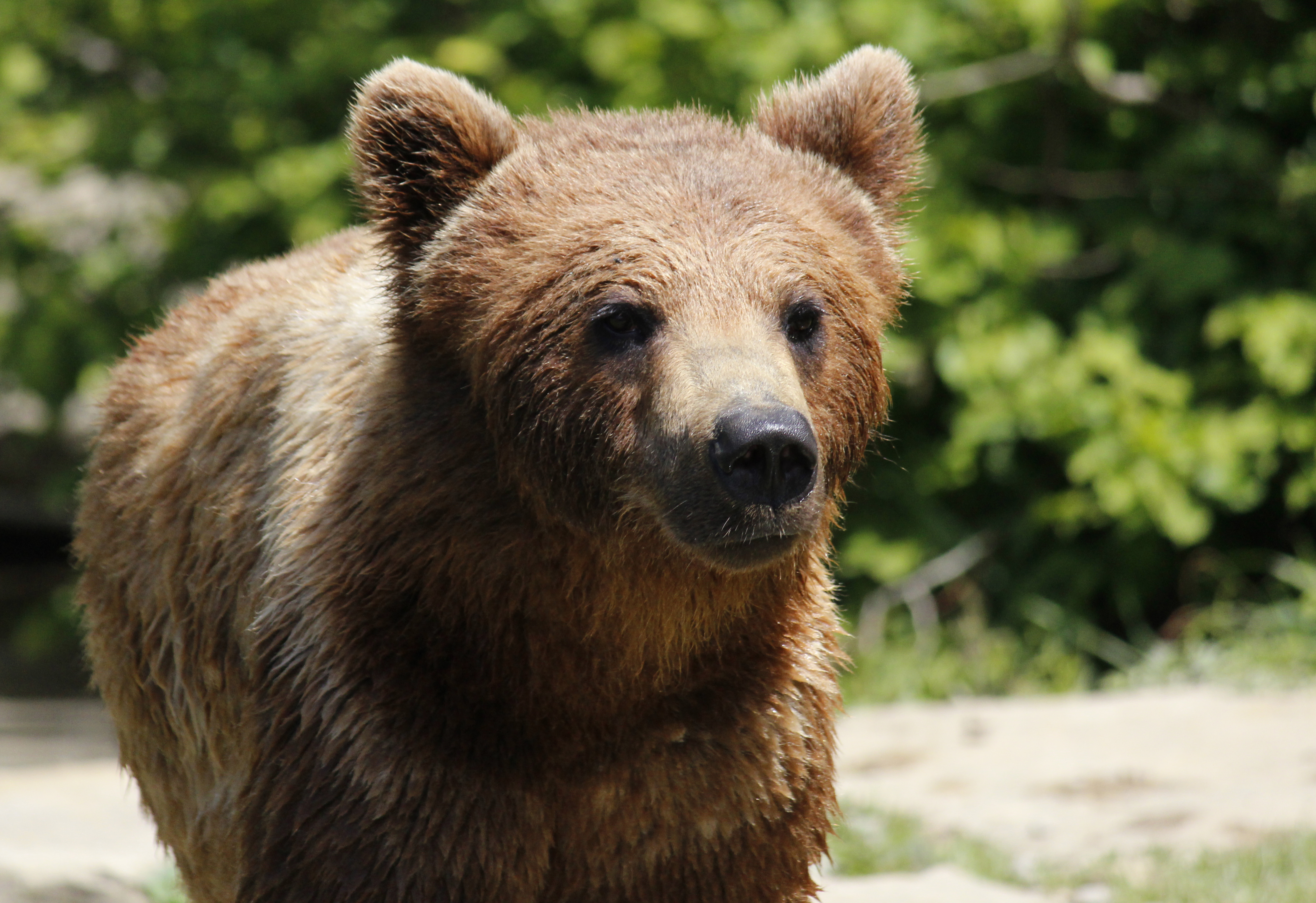
صورة الدب المعني في البرنامج.

### التصوير
كان منذ بداية عام 2018 والجمهور يشعر بأن رامز سيقوم بلقاء مع الفنانين يتحدث به عن كأس العالم وذلك بحجة كأس العالم لكرة القدم 2018، كما فعلها عام 2014 عندما قام مقلبه بحجة لقاءات بخصوص كأس العالم لكرة القدم 2014. في تشرين الثاني / نوفمبر من عام 2017 وردت أخبار بأنه رامز سيقوم بالتصوير في روسيا، حيث ذكرت صحيفة الرأي الكويتية أن رامز سيعمد هذه المرة إلى استضافة النجوم في عواصف ثلجية وسيقوم بإطلاق بعض الحيوانات عليهم مما يسبّب لهم الرعب، وذكرت أنه سيتم التصوير خلال فصل الشتاء للانتهاء منه قبل انشغال النجوم بتصوير أعمالهم الفنية الخاصة بالسباق الرمضاني. في شباط / فبراير كان البرنامج باسم رامز الرجل الثلجي لكنه عند قرب رمضان تم تغيير الاسم إلى رامز تحت الصفر. في نيسان / أبريل أعلن مازن الحايك المتحدث الرسمي لمجموعة قنوات ام بي سي في مؤتمر صحفي عقدته القناة أن تم التصوير البرنامج في العاصمة الروسية موسكو وأن رامز حاليا يستعد لتصوير اعلان البرنامج والمقدمة (تتر).

## التسويق والإصدار

### البث
في 16 أيار / مايو تم إطلاق المقطع الدعائي للبرنامج على قنوات ام بي سي، وتتولا قناتا ام بي سي 1 وام بي سي مصر بث البرنامج.

### خلافات
أثار البرنامج العديد من الجدل بين المشاهدين ومن أولى حلقاته، حيث ضجت مواقع التواصل الاجتماعي بالعديد من ردود الأفعال المستهجنة من الحلقة الأولى والتي كانت ياسمين صبري ضيفة الحلقة فيها، وكان العنوان الرئيسي للهجوم عن الألفاظ التي استخدمها رامز والتي وصف بها الفنانة، ومنهم من اتهمه بالتحرش بالفنانة. وهذه لم تكن المرة الأولى التي يتهم فيها رامز بالتحرش خلال تقديمه البرنامج، حيث اتهم عام 2015 بالتحرش بالنجمة العالمية باريس هيلتون، كما اتهمته الفنانة المصرية آثار الحكيم بالتحرش بها في برنامجه رامز قرش البحر عام 2014. صدرت بعدها إشاعات بأن نقابة الممثلين المصريين سيتوجهون لوقف البرنامج بعد تجاوزاته في أول حلقتين، ولكن كشف نقيب الإعلاميين أن ما جرى تداوله من اتخاذ قرار بوقف البرنامج غير صحيح بالمرة، مشددًا على أن النقابة لم تتلق أي شكاوي بحق البرنامج.

## وصلات خارجية
- رامز تحت الصفر على موقع IMDb (الإنجليزية)
- رامز تحت الصفر على موقع قاعدة بيانات الأفلام العربية